# Charlotte for Ever
Charlotte for Ever — дебютный студийный альбом британско-французской певицы и актрисы Шарлотты Генсбур, выпущенный в 1986 году. Все песни, за исключением 8 трека (использовалась музыка советского композитора Матвея Блантера) были написаны её отцом — Сержем Генсбуром. В 2007 году пластинка была переиздана лейблом под названием Lemon Incest.
| Оценки критиков | Оценки критиков |
| Источник        | Оценка          |
| --------------- | --------------- |
| Allmusic        | [ 1 ]           |

## Список композиций оригинального французского издания «Charlotte For Ever»
1. «Charlotte For Ever» (Арам Хачатурян-Андантино, Серж Генсбур) — дуэт со своим отцом — 3:56
2. «Ouvertures Éclair» (Серж Генсбур) — 4:01
3. «Oh Daddy Oh» (Серж Генсбур) — 4:19
4. «Don’t Forget To Forget Me» (Серж Генсбур) — 4:43
5. «Pour Ce Que Tu N'étais Pas» (Серж Генсбур) — 3:17
6. «Plus Doux Avec Moi» (Серж Генсбур) — дуэт со своим отцом — 5:03
7. «Élastique» (Серж Генсбур) — 3:06
8. «Zéro Pointé Vers l’Infini» (Матвей Блантер, Серж Генсбур) — 3:51

## Список композиций международного издания «Lemon Incest»
1. «Charlotte For Ever» (Арам Хачатурян-Андантино, Серж Генсбур) — дуэт со своим отцом — 3:56
2. «Ouvertures Éclair» (Серж Генсбур) — 4:01
3. «Oh Daddy Oh» (Серж Генсбур) — 4:19
4. «Don’t Forget To Forget Me» (Серж Генсбур) — 4:43
5. «Pour Ce Que Tu N'étais Pas» (Серж Генсбур) — 3:17
6. «Plus Doux Avec Moi» (Серж Генсбур) — дуэт со своим отцом — 5:03
7. «Élastique» (Серж Генсбур) — 3:06
8. «Zéro Pointé Vers l’Infini» (Матвей Блантер, Серж Генсбур) — 3:51
9. «Lemon Incest[англ.]» (Серж Генсбур, Фредерик Шопен) — дуэт со своим отцом — 5:13

## Персонал
- Чолли — графический дизайн
- Хуарт — графический дизайн